# ホノリウス2世 (対立教皇)
ホノリウス2世（? - 1071年）は、ローマ教皇であるアレクサンデル2世の対立教皇である（在位：1061年10月28日 - 1064年）。

## 生涯
教皇のニコラウス2世はイタリアの領有権をめぐって神聖ローマ帝国と対立し、1061年7月に死去した。次の教皇であるアレクサンデル2世は9月に即位したが、神聖ローマ皇帝であるハインリヒ4世の生母で摂政のアグネスはこれに反対し、10月28日にバーゼルで擁立されたのが、このホノリウス2世であった。
しかしロレーヌ公のゴドフロワ3世の反対と妨害を受けてローマに入ることはできず、ハインリヒ4世の摂政もアグネスからケルン大司教であるアンノ2世になるとホノリウス2世は見捨てられてしまう。結局、1064年にマントヴァで行なわれた司教会議で退位を余儀なくされた。
しかし1071年に死去するまで、自らが正当な教皇であると必死に訴えたという。